# Епархия Сан-Висенте
Епархия Сан-Висенте (лат. Dioecesis Sancti Vincentii) — епархия Римско-Католической церкви c центром в городе Сан-Висенте, Сальвадор. Юрисдикция епархии Сан-Висенте распространяется на департамент Кабаньяс и большую часть департамента Сан-Висенте. Епархия Сан-Висенте входит в митрополию Сан-Сальвадора. Кафедральным собором епархии Сан-Висенте является церковь Святого Винсента.

## История
18 декабря 1943 года Римский папа Пий XII издал буллу Si qua in catholico, которой учредил епархию Сан-Висенте, выделив её из архиепархии Сан-Сальвадора.
5 мая 1987 года епархия Сан-Висенте передала часть своей территории в пользу возведения епархии Сакатеколуки.

## Ординарии епархии
- епископ Pedro Arnoldo Aparicio y Quintanilla S.D.B.[1] (27.11.1948 – 6.06.1983);
- епископ José Oscar Barahona Castillo (6.06.1983 – 4.06.2005);
- епископ Хосе Луис Эскобар Алас (4.06.2005 — 27.12.2008) — назначен архиепископом Сан-Сальвадора;
- епископ José Elías Rauda Gutiérrez O.F.M. (12.12.2009 — по настоящее время).